# Saudi Pharmaceutical Journal
Das Saudi Pharmaceutical Journal, abgekürzt Saudi Pharm. J., ist eine wissenschaftliche Fachzeitschrift, die vom Elsevier-Verlag im Auftrag der Saudi Pharmazeutischen Gesellschaft veröffentlicht wird. Sie erscheint mit vier Ausgaben im Jahr. Es werden Arbeiten veröffentlicht, die sich mit pharmazeutischen Themen beschäftigen.
Der Impact Factor lag im Jahr 2014 bei 1,283. Nach der Statistik des ISI Web of Knowledge wird das Journal mit diesem Impact Factor in der Kategorie Pharmakologie und Pharmazie an 193. Stelle von 254 Zeitschriften geführt.